# WolfCop
Pour plus de détails, voir Fiche technique et Distribution.
WolfCop est un film canadien écrit et  réalisé par Lowell Dean et sorti en 2014.

## Synopsis
Un shérif alcoolique d'une petite ville canadienne se transforme en loup-garou à la suite d'une cérémonie occulte dont il a été victime. Il commence par s'occuper des délits en tant que loup-garou en uniforme, mais il est capturé par des êtres métamorphes dissimulés dans la population et qui ont besoin de son sang lors d'une éclipse, pour prolonger leurs existences.

## Fiche technique
- Titre : WolfCop
- Réalisation : Lowell Dean
- Scénario :  Lowell Dean
- Photographie : Peter La Rocque
- Montage : Michael D. George, Mark Montague
- Décors : Adrian Traquair
- Costumes : Brenda Shenher
- Musique : Shooting gun, Natasha Duprey
- Production : Hugh Patterson, Bernie Hernando, Deborah Marks, Danielle Masters
- Société de production : CineCoup
- Pays d'origine : Canada
- Langue originale : Anglais
- Format : couleur — 1.78:1
- Genre : Comédie horrifique, comédie policière, Super-héros
- Durée : 79 minutes
- Dates de sortie :
  -  Canada : 6 juin 2014
    -  Québec : 1er août 2014 (Festival Fantasia)

  -  France : 9 octobre 2014
  -  Royaume-Uni : 22 août 2014 (London FrightFest Film Festival)
  -  Allemagne : 27 août 2014 (Fantasy Filmfest)

## Distribution
- Leo Fafard - Lou Garou/WolfCop
- Amy Matysio - Tina
- Jonathan Cherry - Willie
- Sarah Lind - Jessica
- Aidan Devine - Chef de police
- Jesse Moss - Chef du gang
- Corrine Conley - Maire Bradley
- James Whittingham - Coroner
- Ryland Alexander - Terry

## Production
Le tournage du film a eu lieu dans la région de Regina en Saskatchewan.

## Suite
Une suite intitulée Another WolfCop (en) est sortie en septembre 2016.